# إرنست ساكس (ضابط)
إرنست ساكس (بالألمانية: Ernst Sachs)‏ (و. 1880 – 1956 م) هو ضابط ألماني، ولد في برلين، كان عضوًا في الحزب النازي، كان عضوًا في شوتزشتافل، توفي في باد فيلدباد، عن عمر يناهز 76 عاماً.

## جوائز
حصل على جوائز منها:
- Military Merit Cross III. Class ‏
- وسام ألبرت الملكي الساكسوني [الإنجليزية]‏